# Ștefan Borțun
Ștefan Borțun (n. 12 aprilie 1970) este un senator român, ales în 2024 din partea POT. 